# Sisyphus crispatus
Sisyphus crispatus là một loài bọ cánh cứng trong họ Bọ hung (Scarabaeidae).